# Élections législatives de 1919 dans la Mayenne
Les élections législatives françaises de 1919 se déroulent le 16 novembre 1919. Dans le département de la Mayenne, cinq députés sont à élire dans le cadre d'un scrutin de liste avec représentation proportionnelle à la suite de la loi du 12 juillet 1919.

## Mode de scrutin
Le nouveau mode de scrutin est un compromis entre scrutin majoritaire et scrutin proportionnel. Censé améliorer le fonctionnement des institutions en supprimant les fiefs électoraux et en permettant l'élection de majorités plus larges, il est toutefois très complexe et critiqué à la fois par les électeurs qui le comprennent mal et par certains journalistes politiques comme Georges Lachapelle qui en soulignent les défauts
. Son fonctionnement (simplifié) est le suivant :
1. Avant le scrutin, les candidats peuvent se regrouper sur des listes pourvu que ces listes ne comptent pas plus de candidats qu'il n'y a de postes de députés à pourvoir (5 postes dans la Mayenne par exemple). Les candidatures isolées sont toutefois autorisées si elles sont soutenues par au moins cent électeurs ;
2. Le jour du scrutin, l'électeur peut panacher plusieurs listes, rayer ou ajouter des noms (par exemple, ajouter le nom d'un candidat isolé sur une des listes) pourvu qu'il ne vote pas pour plus de candidats que le nombre de postes de députés à pourvoir (donc un électeur pouvait voter pour 5 candidats au maximum dans la Mayenne) ;
3. Une fois le vote terminé, les candidats ont trois moyens d'être élus. Premièrement, si un ou plusieurs candidats recueillent la majorité absolue des suffrages exprimés, ils sont proclamés élus. Secondement, s'il reste des sièges à pourvoir, les siéges sont attribués par liste selon la méthode du quotient qui est égal à la somme des suffrages exprimés divisée par le nombre de sièges à pourvoir (par exemple, dans la Mayenne, le quotient est égal à 56 545 suffrages exprimés divisés par 5 postes de députés soit 11309). Autrement dit, une liste obtient autant de sièges que le nombre moyen de suffrages qu'ont récoltés ses candidats contient de fois le quotient. À l'intérieur des listes, les sièges sont attribués aux candidats ayant obtenu le plus grand nombre de suffrages. Troisièmement, s'il reste des sièges non pourvus, ils sont répartis selon la méthode de la plus forte moyenne qui avantage les listes ayant obtenu les meilleurs scores.

## Élus
| Identité               | Parti | Parti                                |
| ---------------------- | ----- | ------------------------------------ |
| Maurice Dutreil        |       | Entente républicaine et démocratique |
| Jacques Duboys-Fresney |       | Entente républicaine et démocratique |
| César Chabrun          |       | Entente républicaine et démocratique |
| Guy de Montjou         |       | Action républicaine et sociale       |
| Henri de Monti de Rezé |       | Indépendants de droite               |

## Candidats
Trois listes s'opposent durant cette élection : 
- la liste d'Union nationale républicaine et de restauration des régions dévastées pour le Bloc national ;
- la liste d'Union républicaine et démocratique présentée par la Fédération d’Union républicaine et démocratique ;
- la liste du parti socialiste unifiée pour les socialistes.

## Contexte
Un des membres de la liste du Bloc national, Henri de Monti de Rezé, avait offert sa place à Bernard de Vesins sa place de candidat. Ce dernier refusa et, dans une lettre adressée à Mgr Eugène Grellier, évêque de Laval, engagea tous ses amis à accorder leur confiance à la liste dite d'Union nationale et républicaine.

## Résultats à l'échelle du département
| Liste          | Liste                                      | Moyenne        | %      | Sièges | Candidat               | Candidat                | Tendance   | Voix   | %     |
| -------------- | ------------------------------------------ | -------------- | ------ | ------ | ---------------------- | ----------------------- | ---------- | ------ | ----- |
|                | Liste nationale et républicaine            | 28 875         | 51,06  | 5      |                        | Maurice Dutreil         | ERD-FR     | 29 077 | 51,42 |
|                | Liste nationale et républicaine            | 28 875         | 51,06  | 5      | Henri de Monti de Rezé | AF-FR                   | 28 872     | 51,06  |       |
|                | Liste nationale et républicaine            | 28 875         | 51,06  | 5      | Jacques Duboys-Fresney | ERD-FR                  | 29 034     | 51,34  |       |
|                | Liste nationale et républicaine            | 28 875         | 51,06  | 5      | César Chabrun          | ERD-FR                  | 29 158     | 51,56  |       |
|                | Liste nationale et républicaine            | 28 875         | 51,06  | 5      | Guy de Montjou         | ARS-FR                  | 28 235     | 49,93  |       |
|                |                                            |                |        |        |                        |                         |            |        |       |
|                | Liste d'Union républicaine et démocratique | 24 972         | 44,16  | 0      |                        | Jean Chaulin-Servinière | Rad. indé. | 25 550 | 45,18 |
|                | Liste d'Union républicaine et démocratique | 24 972         | 44,16  | 0      | Alphonse Bossé         | Républicain             | 24 523     | 43,37  |       |
|                | Liste d'Union républicaine et démocratique | 24 972         | 44,16  | 0      | Frédéric Chaplet       | DVG                     | 24 929     | 44,09  |       |
|                | Liste d'Union républicaine et démocratique | 24 972         | 44,16  | 0      | Constant Martin        | PRRRS                   | 24 742     | 43,75  |       |
|                | Liste d'Union républicaine et démocratique | 24 972         | 44,16  | 0      | Georges Sechoy         | DVG                     | 25 116     | 44,42  |       |
|                |                                            |                |        |        |                        |                         |            |        |       |
|                | Liste du Parti socialiste unifié           | 878            | 1,55   | 0      |                        | François Acambon        | SFIO       | 949    | 1,68  |
|                | Liste du Parti socialiste unifié           | 878            | 1,55   | 0      | Louis Trohel           | SFIO                    | 881        | 1,56   |       |
|                | Liste du Parti socialiste unifié           | 878            | 1,55   | 0      | Alphonse Bouchard      | SFIO                    | 847        | 1,50   |       |
|                | Liste du Parti socialiste unifié           | 878            | 1,55   | 0      | Alexandre Rivière      | SFIO                    | 856        | 1,51   |       |
|                | Liste du Parti socialiste unifié           | 878            | 1,55   | 0      | Élie Dufresnoy         | SFIO                    | 861        | 1,52   |       |
|                |                                            |                |        |        |                        |                         |            |        |       |
| Inscrits       | Inscrits                                   | Inscrits       | 78 247 | 100,00 |                        |                         |            |        |       |
| Votants        | Votants                                    | Votants        | 59 379 | 75,89  |                        |                         |            |        |       |
| Abstentions    | Abstentions                                | Abstentions    | 18 868 | 24,11  |                        |                         |            |        |       |
| Blancs et nuls | Blancs et nuls                             | Blancs et nuls | 2 832  | 4,77   |                        |                         |            |        |       |
| Exprimés       | Exprimés                                   | Exprimés       | 56 547 | 95,23  |                        |                         |            |        |       |